# 奥林匹亚街区
《奥林匹亚街区》（法語：Les Olympiades）是2021年上映的法国剧情片，由賈克·歐迪亞执导，賈克·歐迪亞、瑟琳·席安瑪和蕾雅·迈修斯共同编剧，张润黎、马基塔·桑巴、諾耶米·梅蘭特和珍妮·贝丝主演。电影改编自美国漫画家阿德里安·托明的短篇漫画作品《安柏·斯威特》《杀戮与死亡》和《夏威夷式逍遥游》。
电影入选第74屆坎城影展主竞赛单元，于2021年7月14日在电影节上全球首映，2021年11月3日在法国院线上映，由Memento Distribution发行。

## 剧情
艾蜜丽是电信服务供应商客户服务中心的接线员，平日里和身患失智症的外婆住在奥林匹亚住宅区的公寓楼。为了寻找租客，艾蜜丽贴出寻找室友的广告，得到刚刚重返大学攻读博士学位的教师卡米尔回应。一开始艾蜜丽对男性和自己合租感到犹豫，但没过多久两人就发生性关系。虽然两人始终不愿意发展恋人关系，但渐渐地，艾蜜丽对卡米尔产生感觉。有一天晚上，艾蜜丽想要和卡米尔做爱，但被卡米尔拒绝，心情受到影响。第二天，两人决定不再做爱，卡米尔开始追求他的同事。后来卡米尔把那位同事带到家里，艾蜜丽跑去参加派对。艾蜜丽在派对上服用了摇头丸，睡了一个女人。回到家里的时候，艾蜜丽偷听到卡米尔和同事发生了性关系，焦虑症发作，干脆将自己的厌恶及沮丧（因最近失业导致）情绪发泄的卡米尔身上，卡米尔干脆决定和同事搬出去住。
33岁的大二法学生诺拉与卡米尔在同一所大学读书。年轻的时候，诺拉在叔叔通过婚姻得来的房地产公司工作，期间诺拉与叔叔产生了长达10年的性爱关系。诺拉在大学没什么朋友，也难融入到年纪比她小的同学中去。冲动之余，诺拉买了一顶金色的短发，戴着短发参加一场充满活力的大学派对。在派对上，诺拉错认成颇具名气的网络摄像头模特安柏·斯威特（Amber Sweet），而安柏也有一头金发。因为这个误会，诺拉被同学骚扰，只好离开活动现场。第二天，许多学生把诺拉错认成安柏，开始嘲笑她，诺拉迫于压力退学。
出于谋生的需要，诺拉到一家小型房地产公司求职，这家公司刚好由卡米尔打理。自从与同事分手，卡米尔从亲戚的手中接管了这家公司，希望利用这个机会增加收入。诺拉决定在自己和卡米尔之间设立一道柏拉图式恋爱的界线，但最终按耐不住卡米尔的魅力，继而和他投入感情。与此同时，卡米尔又和艾蜜丽展开一段艰难的友谊，彼时的艾蜜丽是餐厅服务员。卡米尔让艾蜜丽针对自己目前的这个感情给建议，而艾蜜丽始终对卡米尔留有感情，无法正确看待这个问题。与此同时，诺拉找到真正的安柏，买下了和她进行网络聊天的时间，分享了被人错认的事情。诺拉和艾蜜丽进行了好几次视频聊天，关系逐渐亲近。
后来诺拉和卡米尔的关系变得紧张。有一次诺拉和卡米尔性爱，诺拉占据主导，事后两人分道扬镳。同一个晚上，艾蜜丽的外婆去世。艾蜜丽跟卡米尔说自己无法在周日的葬礼上面对家人，卡米尔提出陪她一起去。然而艾蜜丽对这个提议感到愤怒，跟卡米尔说要么出席葬礼（从而承诺和她交往），要么中断和她的交往。周日，诺拉和安柏在一处公园见面。跟安柏打完招呼，诺拉晕倒在地，之后要求安柏吻她。在奥林匹亚住宅区，艾蜜丽一个人为葬礼做准备。此时她家的电话响起来，原来是卡米尔在等她。艾米莉要卡米尔解释来她家的原因，卡米尔直接向她示爱。随后诺拉挂断电话，去外面和卡米尔会合。

## 演员
- 张润黎 饰 艾蜜丽（Émilie Wong）
- 吉纳维芙·邓（法语：Geneviève Doang） 饰 艾蜜丽姐姐卡琳（Karin）
- 郑兴兴（法语：Xing Xing Cheng） 饰 艾蜜丽的外婆
- 马基塔·桑巴（Makita Samba）饰 卡米尔（Camille Germain）
- 卡米尔·莱昂-富西安（Camille Léon-Fucien）饰 卡米尔妹妹艾潘妮（Eponine）
- 波尔·怀特（Pol White）饰 卡米尔父亲
- 諾耶米·梅蘭特 饰 诺拉（Nora Ligier）
- 珍妮·贝丝（英语：Jehnny Beth） 饰 安柏（Amber Sweet）
- 奥西安·凯拉蒂（英语：Océane Cairaty） 饰 斯蒂芬妮（Stéphanie）
- 拉斐尔·奎纳德（法语：Raphaël Quenard） 饰 杰夫（Jeff）
- 特基·拉克斯（法语：Teki Latex） 饰 自己
- 儒勒·本切特里（法语：Jules Benchetrit） 饰 舞池中的男生

## 制作
2020年9月，賈克·歐迪亞担任电影的导演及制片，剧本由他和瑟琳·席安瑪、蕾雅·迈修斯共同创作，主体拍摄同月启动。同年10月，张润黎、马基塔·桑巴、諾耶米·梅蘭特和珍妮·贝丝加盟剧组。

## 发行
2021年3月，IFC影业和Curzon Artificial Eye分别买下电影的北美及英国发行权。
电影入选第74屆坎城影展主竞赛单元，于2021年7月14日在电影节上全球首映。北美首映礼于同年9月份在2021年多伦多国际电影节举行。2021年10月9日，电影作为汉堡电影节闭幕片放映。
电影于2021年11月3日在法国院线上映，Memento Distribution发行。

## 反响
根据評論匯總网站爛番茄汇总的112篇评论文章，83%的评论家给予该作正面评价，平均打分为6.9分（满分10分）。在Metacritic上，根據34位影評人給予76分（滿分100分），這部電影獲得了「普遍好評」。

### 奖项
| 年份   | 颁奖典礼         | 奖项                 | 入围者                                | 结果 | 参考资料      |
| ------ | ---------------- | -------------------- | ------------------------------------- | ---- | ------------- |
| 2022年 | 第27届卢米埃奖   | 最佳导演             | 賈克·歐迪亞                           | 提名 | [ 13 ] [ 14 ] |
| 2022年 | 第27届卢米埃奖   | 最佳男配角           | 马基塔·桑巴                           | 提名 | [ 13 ] [ 14 ] |
| 2022年 | 第27届卢米埃奖   | 最佳女配角           | 张润黎                                | 提名 | [ 13 ] [ 14 ] |
| 2022年 | 第47届凯撒电影奖 | 凯撒电影奖最佳女配角 | 张润黎                                | 提名 | [ 15 ] [ 16 ] |
| 2022年 | 第47届凯撒电影奖 | 最佳男配角           | 马基塔·桑巴                           | 提名 | [ 15 ] [ 16 ] |
| 2022年 | 第47届凯撒电影奖 | 最佳改编剧本         | 瑟琳·席安瑪、蕾雅·迈修斯、賈克·歐迪亞 | 提名 | [ 15 ] [ 16 ] |
| 2022年 | 第47届凯撒电影奖 | 最佳摄影             | 保罗·吉尔豪姆                         | 提名 | [ 15 ] [ 16 ] |
| 2022年 | 第47届凯撒电影奖 | 最佳原创音乐         | 罗讷                                  | 提名 | [ 15 ] [ 16 ] |

## 延伸阅读
- Tomine, Adrian.  First hardcover. London: Faber and Faber. 2015. ISBN 978-0-571-32514-6.
- Tomine, Adrian.  Erste Auflage. Berlin: Reprodukt. ISBN 978-3-95640-071-1.
- Tomine, Adrian. . London: Faber and Faber. ISBN 978-0-571-23342-7.